# روبن جاغینیان
روبن جاغینیان (ارمنی: Ռուբեն Ջաղինյան؛ زادهٔ ۲۸ آوریل ۱۹۶۹) بازیگر، تهیه‌کننده تلویزیونی، و تهیه‌کننده فیلم اهل ارمنستان است. وی از انستیتو دولتی سینما و تئاتر ایروان فارغ‌التحصیل شده‌است.

## جوایز
وی برندهٔ جوایزی همچون مدال موسس خورناتسی، مدال گارگین نژده، جایزه رئیس‌جمهور جمهوری ارمنستان (جایزه پوغوسیان و مدال طلای وزارت فرهنگ جمهوری ارمنستان شده‌است.